# Atsahuaca

"Min vän Nossi" har Nordenskiöld skrivit under bilden i en artikel i Ymer 1906. Nossi bär på ett jaktbyte. Mellan Rio Inambari och Rio Tambopata, Peru.

Atsahuaca (eller Atsawaka, Atsahuaka) är ett indianfolk i låglandet på gränsen mellan Peru och Bolivia norr om Titicacasjön. Deras språk, en gren av Panua/Panoa, liknar grannarna Yamiaca vilket indikerar att delningen mellan dessa grupper skedde under eller efter kolonialtiden. Namnet är stammens eget och lär betyda ”barn av maniok”.
I början av 1900-talet uppskattades den Panoa-talande delen av befolkningen i detta område till ca 800 individer och av dessa var endast 20 tillhörande Atsahuaca.
De levde längs floderna Atsahuaca och Malinowski och odlade bland annat majs, peppar, bananer och maniok och jagade och fiskade. De hade jakthundar. Som många andra stammar i regnskogen tillagade Atsahuaca kött på en ”babracot”, en fyrbent träställning som applicerades över elden.
De tillverkade små trälådor, mattor och korgar .
Även om det fanns många likheter mellan Atsahuaca och Yamiaca bodde de på helt olika sätt. Medan Yamiaca bodde i stora långa hus i storfamiljer bodde Atsahuaca i små enkla hyddor i små familjer.
Erland Nordenskiöld besökte området under svenska expeditionen 1904-05 och träffade då Yamiaca- och Atsahuaca-indianer . Föremål och fotografier från denna expedition finns på Världskulturmuseet i Göteborg och Etnografiska museet i Stockholm.